# Dráva

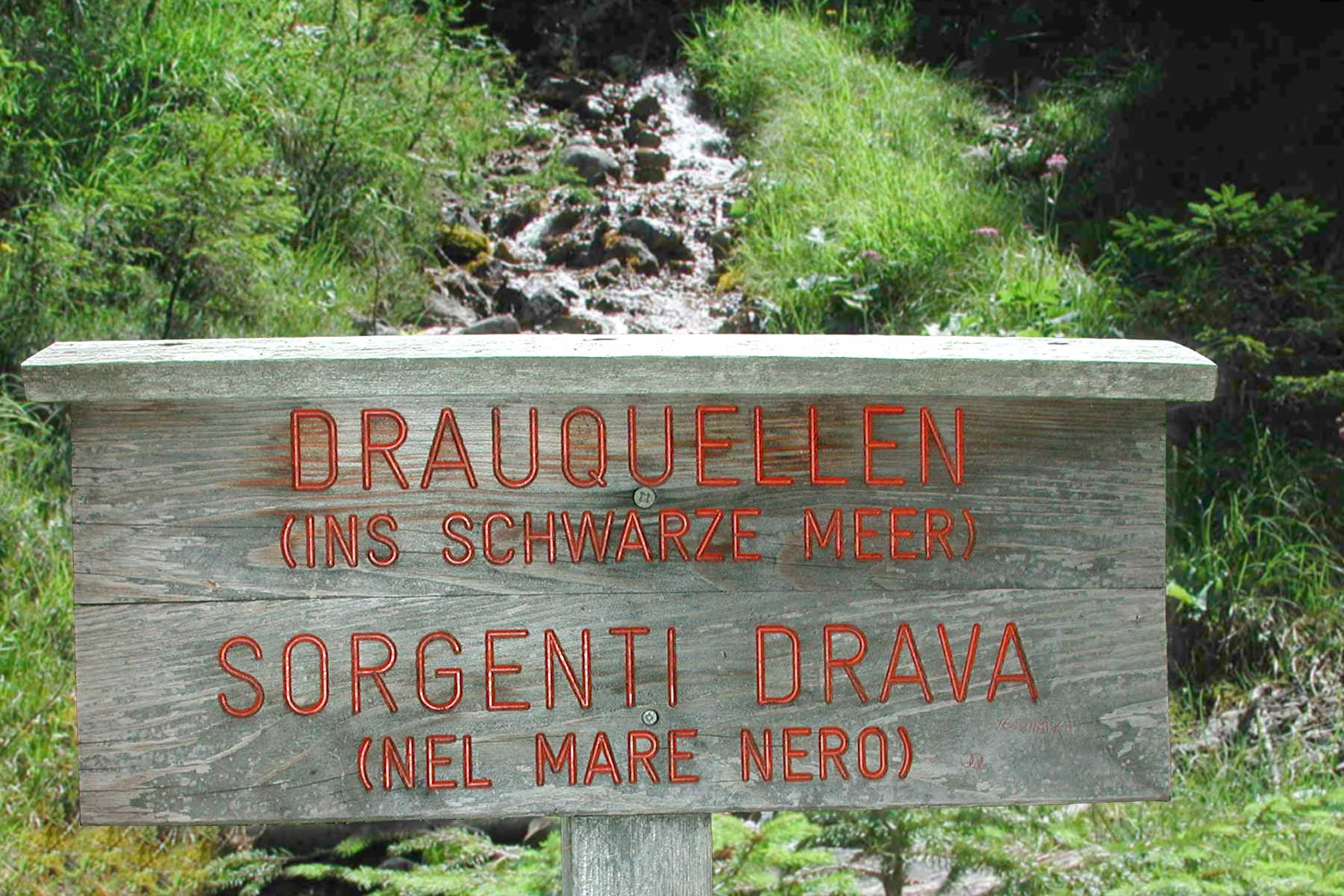
A Dráva forrása

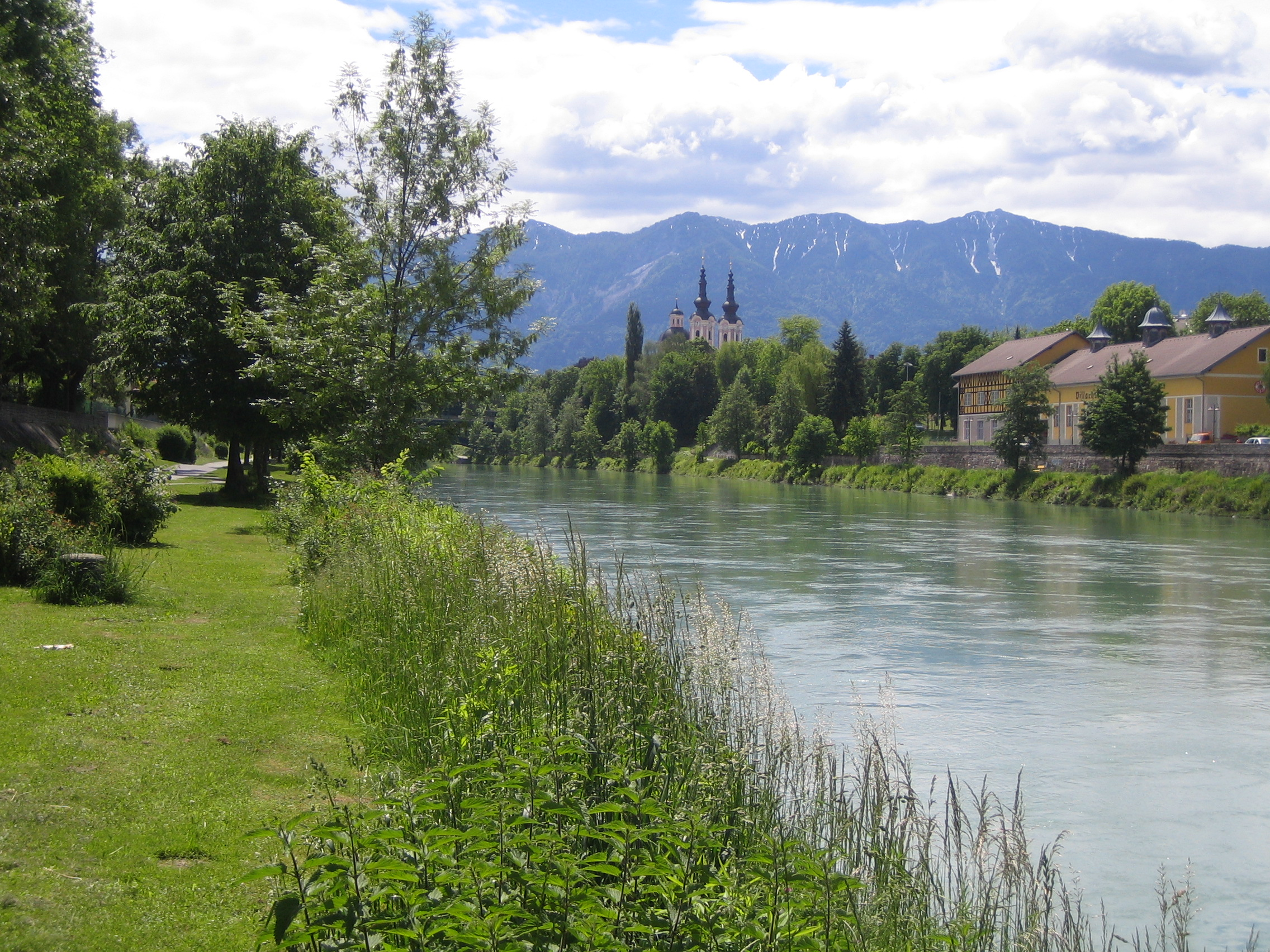
Villachnál

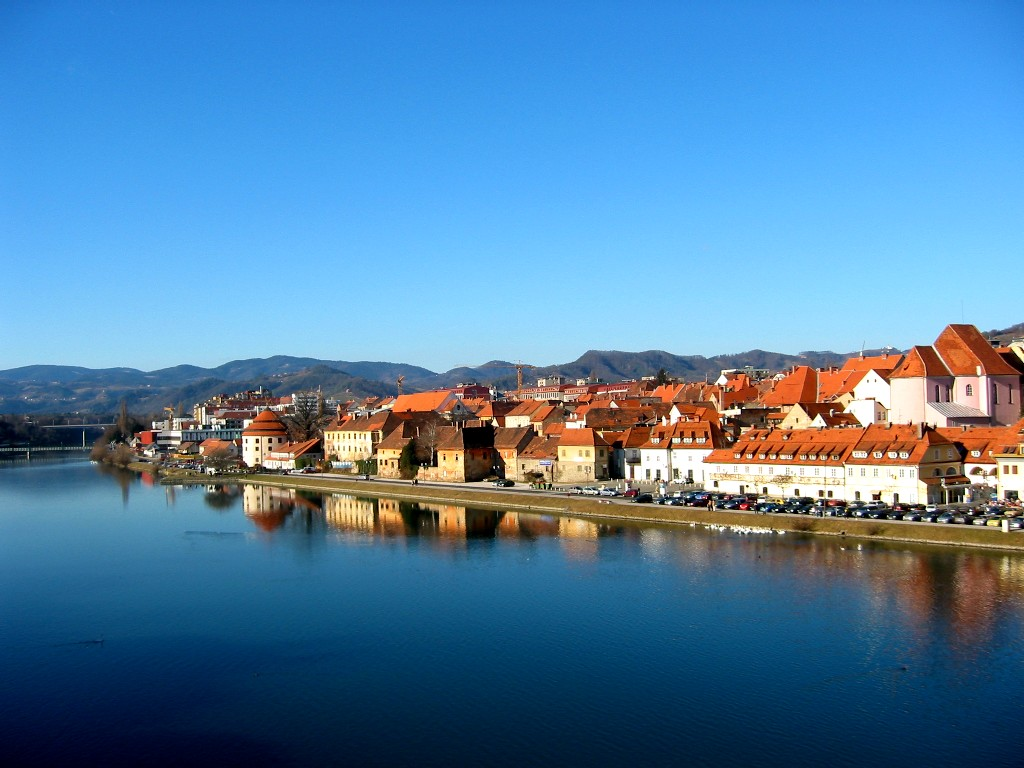
Maribor alatt

A Dráva (németül: Drau, olaszul, szlovénül és horvátul: Drava, latinul: Dravus) a Duna jobb oldali mellékfolyója 40 095 km2-es vízgyűjtő területtel és 749 km-es hosszal. Magyarország és Horvátország határfolyója.

## Folyása
Olaszország Trentino-Alto Adige régiójában, Dobbiaco (németül Tobblach) és San Candido (németül Innichen) települések között ered 1228 méteres magasságban. Ausztriát, Szlovéniát, Horvátországot és Magyarországot érintve ömlik a Dunába, Almás közelében.
A Duna és a Dráva által közrezárt terület neve Drávaszög. A két folyó találkozásánál van a híres Kopácsi-rét, számos védett madár költő-, pihenő- és telelőhelye.

### Mellékfolyói
- Isel
- Gurk,
- Mislinja,
- Dravinja,
- Bednja
- Mura,
- Rinya,
- Fekete-víz.

## Vízjárása
Közepes vízhozama Maribornál 300 m³/s, míg a torkolatánál 653 m³/s. A szlovén szakaszon mért rekord árvizet 1965-ben regisztrálták, ekkor 2600 m3/s vízhozamot mértek. 2012. november 5-én az osztrák és szlovén vízgyűjtőkön lehullott kiadós esőzést következtében Szlovéniában a rekordot meghaladó 2900 m3/s, Horvátországban 3100 m3/s vízhozamot mértek.
A magyar szakaszon 1900 óta 1972 nyarán vonult le a legnagyobb árhullám. Az addigi legnagyobb észlelt vízszintek a következők voltak: Őrtilosnál 476 cm, Barcson 618 cm, Szentborbáson 634 cm, Drávaszabolcson 596 cm volt. 1972-t követően a legjelentősebb, de a korábbiaknál kicsit kisebb vízszintet mértek 1993-ban. Ekkor Barcson 437 cm, Drávaszabolcson 504 cm volt a tetőző érték.
2023 augusztusában a folyó vízgyűjtőterületén jelentős mennyiségű csapadék esett. Az ezt követő árhullám Őrtilosnál 493 centiméterrel (augusztus 7.), Drávaszabolcsnál 586 centiméterrel (augusztus 11.) tetőzött.

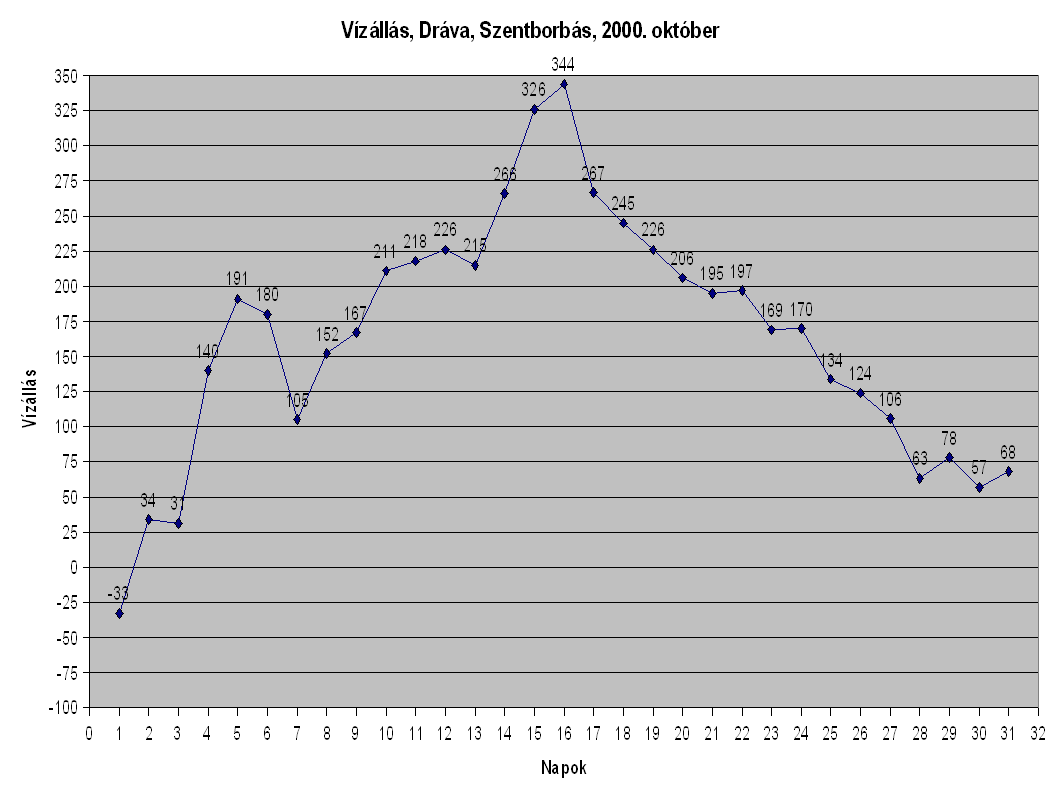

## Gazdasági jelentősége
A folyó teljes hossza 749 km, ám ebből mindössze 90 km hajózható.

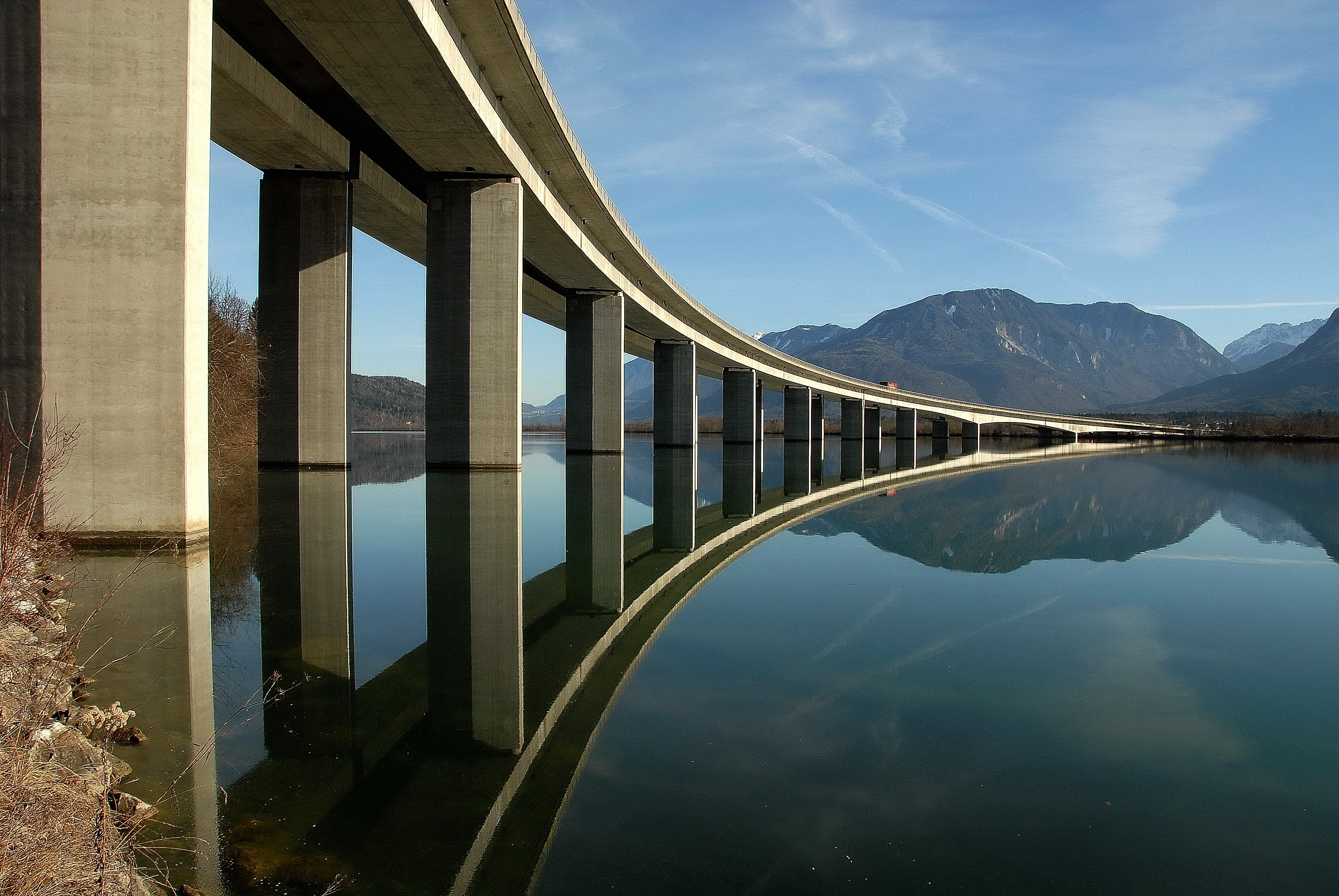
B91 főút hídja a Ferlachi víztározónál

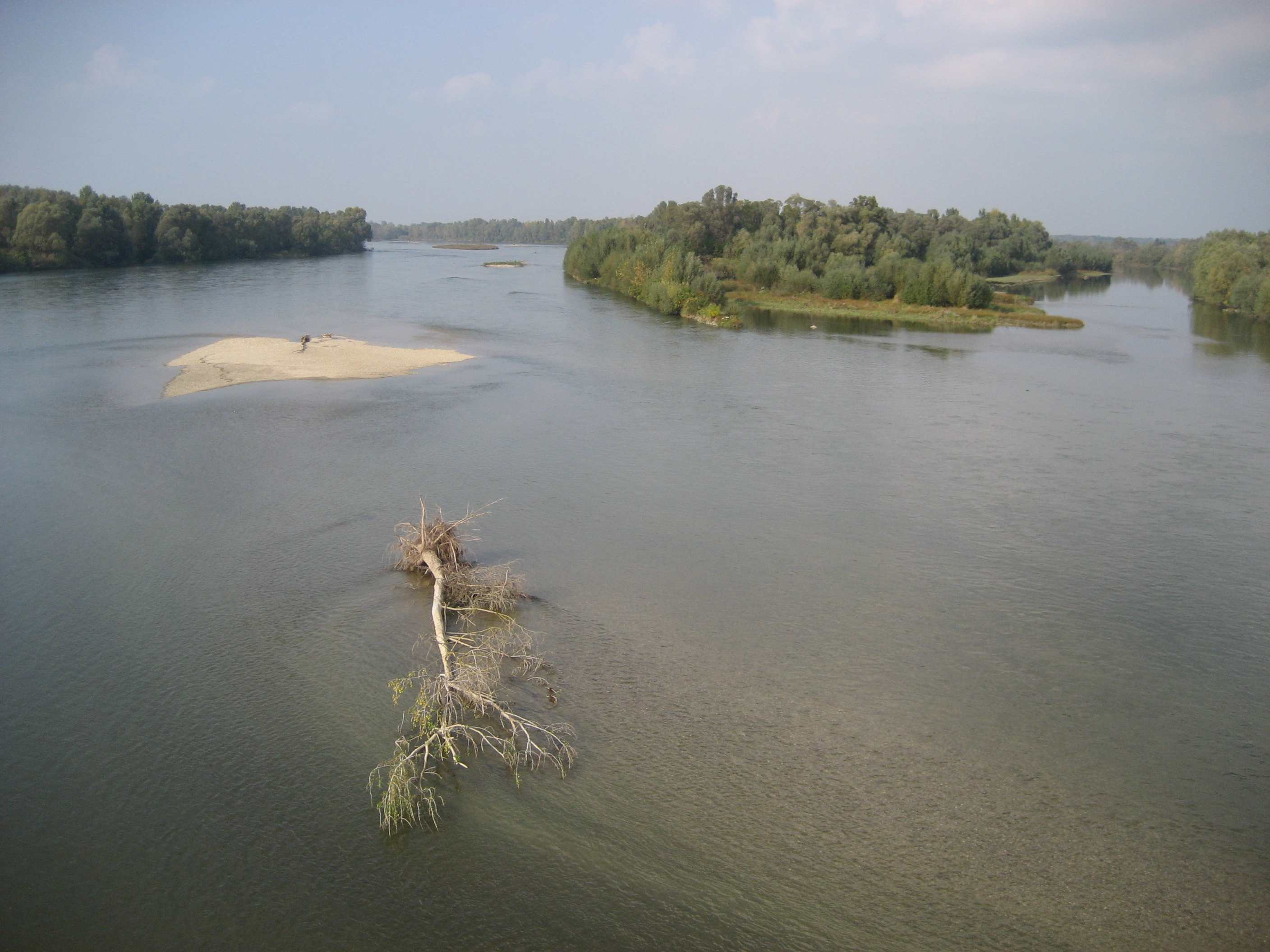
Molve mellett

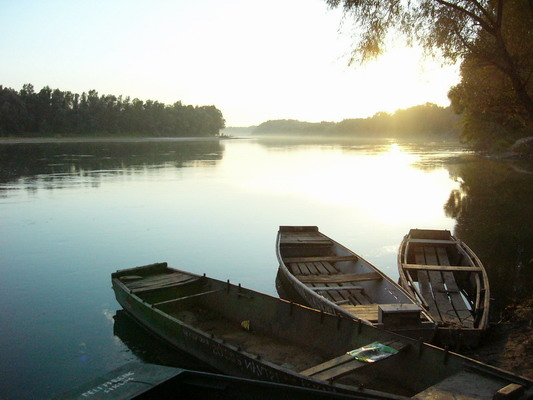
Drávaszabolcsnál

Az 1930-as évektől a folyón 22 vízierőmű épült – ebből 11 Ausztriában, 8 Szlovéniában és 3 Horvátországban. A vízierőművek kiépültével nagy mértékben csökkent az áradásveszély a folyó mentén. Egyúttal azonban a hordalékát sem képes hosszú távra szállítani, az alsó szakaszokon a meder mélyül, a folyó alatti vízkészlet szűrő rendszer veszélyeztetve van.

### Jelentősebb települések a folyó mentén
- Lienz
- Spittal an der Drau
- Villach
- Dravograd
- Maribor
- Ptuj
- Ormosd
- Varasd
- Barcs
- Valpó
- Eszék
- Drávaszabolcs